# Времевы
Времевы — два русских дворянских рода.
Первый восходит к концу XVI века; по официальным данным ведёт начало от Михаила Антоновича Времева, испомещенного в 1621 году; он был записан в VI части родословной книги Курской губернии.
Родоначальник второй ветви — молдавский дворянин капитан Федор Тимофеевич Времев (1680—1744), выехал в Россию в 1726 году, по приглашению князей Кантемиров.
Потомство его, по владению поместьями в Харьковской и Курской губерниях, внесено в IV и II части родословной книги этих губерний.
Майор Времев был убит в Москве, в 1828 году, во время карточной игры, известным композитором Александром Александровичем Алябьевым, что стало причиной ссылки последнего в сибирский город Тобольск.

## Описание герба
В верхней половине щита, в золотом и голубом нолях, изображена воловья чёрная голова. В нижней половине в красном поле золотой полумесяц, рогами обращённый в правую сторону, а в левом серебряном поле сабля.
Щит увенчан дворянскими шлемом и короной. Нашлемник: три страусовых пера, из них два белых, а среднее красного цвета. Намёт на щите золотой и голубой, подложенный красным и серебром. Щит держат два льва. Герб рода Времевых внесён в Часть 9 Общего гербовника дворянских родов Всероссийской империи, стр. 128.